# Port lotniczy Cerro Moreno
Port lotniczy Cerro Moreno – port lotniczy zlokalizowany w chilijskim mieście Antofagasta.

## Linie lotnicze i połączenia
| Linia lotnicza                 | Kierunek                                                                                  |
| ------------------------------ | ----------------------------------------------------------------------------------------- |
| LAN Airlines                   | 1. Calama 2. Iquique 3. La Serena 4. Santiago de Chile                                    |
| Sky Airline                    | 1. Arica 2. Calama 3. Copiapó 4. Iquique 5. Santiago de Chile 6. San Salvador 7. Arequipa |
| Razem: 8 kierunków w 3 krajach |                                                                                           |